# Chris Führich
Pour les articles homonymes, voir Führich.
Chris Führich, né le 9 janvier 1998 à Castrop-Rauxel, est un footballeur international allemand qui évolue au poste d'attaquant au VfB Stuttgart.

## Biographie

### En club
Passé notamment par les équipes de jeunes de Schalke 04 et du Borussia Dortmund, Chris Führich passe professionnel en 2017 en s'engageant avec le FC Cologne.
Il dispute son premier match de Bundesliga le 12 décembre 2017 face au Bayern Munich (défaite 1-0).

### En équipe nationale
Le 16 mai 2024, il fait partie d'une liste provisoire de 27 joueurs sélectionnés par Julian Nagelsmann en vue de préparer l'Euro 2024, avant de se retrouver dans la liste définitive le 7 juin.

## Statistiques

### En club
| Saison                | Club                  | Championnat           | Championnat | Championnat | Championnat | Coupe(s) nationale(s) | Coupe(s) nationale(s) | Coupe(s) nationale(s) | Barrages | Barrages | Barrages | Allemagne | Allemagne | Allemagne | Total | Total | Total |
| Saison                | Club                  | Division              | M.          | B.          | P.d.        | M.                    | B.                    | P.d.                  | M.       | B.       | P.d.     | M.        | B.        | P.d.      | M.    | B.    | P.d.  |
| 2017-2018             | FC Cologne            | Bundesliga            | 2           | 0           | 0           | 1                     | 0                     | 0                     | -        | -        | -        | -         | -         | -         | 3     | 0     | 0     |
| Sous-total            | Sous-total            | Sous-total            | 2           | 0           | 0           | 1                     | 0                     | 0                     | -        | -        | -        | 3         | 0         | 0         |       |       |       |
| 2017-2018             | FC Cologne II         | Regionalliga          | 31          | 2           | 8           | -                     | -                     | -                     | -        | -        | -        | -         | -         | -         | 31    | 2     | 8     |
| 2018-2019             | FC Cologne II         | Regionalliga          | 33          | 5           | 3           | -                     | -                     | -                     | -        | -        | -        | -         | -         | -         | 33    | 5     | 3     |
| Sous-total            | Sous-total            | Sous-total            | 64          | 7           | 11          | -                     | -                     | -                     | -        | -        | -        | -         | -         | -         | 64    | 7     | 11    |
| 2019-2020             | Borussia Dortmund II  | Regionalliga          | 24          | 8           | 6           | -                     | -                     | -                     | -        | -        | -        | -         | -         | -         | 24    | 8     | 6     |
| Sous-total            | Sous-total            | Sous-total            | 24          | 8           | 6           | -                     | -                     | -                     | -        | -        | -        | -         | -         | -         | 24    | 8     | 6     |
| 2020-2021             | SC Paderborn          | 2. Bundesliga         | 34          | 13          | 7           | 3                     | 1                     | 1                     | -        | -        | -        | -         | -         | -         | 37    | 14    | 8     |
| Sous-total            | Sous-total            | Sous-total            | 34          | 13          | 7           | 3                     | 1                     | 1                     | -        | -        | -        | -         | -         | -         | 37    | 14    | 8     |
| 2021-2022             | VfB Stuttgart         | Bundesliga            | 25          | 3           | 0           | 1                     | 0                     | 0                     | -        | -        | -        | -         | -         | -         | 26    | 3     | 0     |
| 2022-2023             | VfB Stuttgart         | Bundesliga            | 33          | 5           | 2           | 5                     | 0                     | 2                     | 2        | 0        | 0        | -         | -         | -         | 40    | 5     | 4     |
| 2023-2024             | VfB Stuttgart         | Bundesliga            | 34          | 8           | 7           | 4                     | 1                     | 0                     | -        | -        | -        | 5         | 0         | 0         | 43    | 9     | 7     |
| Sous-total            | Sous-total            | Sous-total            | 93          | 16          | 9           | 10                    | 1                     | 2                     | 2        | 0        | 0        | 5         | 0         | 0         | 110   | 17    | 11    |
| Total sur la carrière | Total sur la carrière | Total sur la carrière | 216         | 44          | 33          | 14                    | 2                     | 3                     | 2        | 0        | 0        | 5         | 0         | 0         | 237   | 46    | 36    |

### En sélection
| Saison                | Sélection             | Phases finales        | Phases finales | Phases finales | Phases finales | Éliminatoires | Éliminatoires | Éliminatoires | Ligue Nations | Ligue Nations | Ligue Nations | Matchs amicaux | Matchs amicaux | Matchs amicaux | Total | Total | Total |
| Saison                | Sélection             | Compétition           | M              | B              | Pd             | M             | B             | Pd            | M             | B             | Pd            | M              | B              | Pd             | M     | B     | Pd    |
| --------------------- | --------------------- | --------------------- | -------------- | -------------- | -------------- | ------------- | ------------- | ------------- | ------------- | ------------- | ------------- | -------------- | -------------- | -------------- | ----- | ----- | ----- |
| 2023-2024             | Allemagne             | -                     | -              | -              | -              | -             | -             | -             | -             | -             | -             | 2              | 0              | 0              | 2     | 0     | 0     |
| Total sur la carrière | Total sur la carrière | Total sur la carrière | 0              | 0              | 0              | 0             | 0             | 0             | 0             | 0             | 0             | 2              | 0              | 0              | 2     | 0     | 0     |

## Palmarès

### En club
VfB Stuttgart
- Coupe d'Allemagne (1) :
  - Vainqueur en 2025